# Joshua Waitzkin
Joshua Waitzkin, detto Josh (New York, 4 dicembre 1976), è uno scacchista e artista marziale statunitense.

## Biografia
È diventato Maestro Internazionale all'età di 16 anni ma era noto come bambino prodigio degli scacchi già durante l'infanzia, che ha ispirato il film In cerca di Bobby Fischer (1993), basato sull'omonimo libro scritto dal padre, Fred Waitzkin. Joshua Waitzkin è autore di due libri: Attacking Chess (1995) e The Art of Learning (2008).
Ritiratosi dalle competizioni scacchistiche alla fine degli anni '90, ha collaborato alla serie di videogiochi Chessmaster della Ubisoft e si è dedicato alle arti marziali, in particolare il taijiquan e il jiu jitsu brasiliano.

## Vita privata
Di religione ebraica, dal 2010 è sposato con Desiree Cifre.